# 葉月ミチル
葉月 ミチル（はづき みちる、11月7日 - ）は、日本のソプラノ歌手・声楽家、ポップ歌手。博士号 取得。ペギー葉山は大叔母である。身長160cm。兵庫県宝塚市出身。聖心女子大学英文学科卒業。日本ドイツリート協会会員。クラシックの声楽を学び、大学卒業後、大阪音楽大学大学院と関西歌劇団に合格。
オペラ歌手の活動を積み、更にポップ歌手デビューする。現在はTVオンエアを中心に、声楽家ドラマティック・ソプラノ および大叔母ペギー葉山を継ぐ歌手５オクターブ・クラシカル・クロスオーバーとしても活動している。SATO音楽事務所MichiruPeggy。(株)日本テレビバップレコード。

## 来歴
4歳より、ピアノ、バレエ、大叔母ペギー葉山に歌を学ぶ。小林聖心女子学院小・中学・高校時代からドイツのバリトン歌手・フィッシャー＝ディースカウのファンであり、もともとソプラノもアルトも駆使できる広い声域を持っていた。16歳より 樋本栄 に本格的に声楽を学ぶ。
東京の聖心女子大学外国語外国文学英文学科卒業後、大阪音楽大学大学院とオペラ 関西歌劇団 のオーディションに合格して、音大大学院在学中から、オペラ「魔笛」の「夜の女王役」などオペラ歌手として活動すると共に、ドイツリートの研鑽を積む。オーストリアのシュバルツェンベルクでのシューベルティアーデに参加。帰国後、いずみホールにてコンサート開催。日本ドイツリート協会 会員になる。更に、大叔母ペギー葉山の薦めで、渡米してニューヨーク・ブロードウェイ Neil Simon Theatre にて「ミュージカル CATS」舞台に加わる。
2016年10月、日本テレビバップレコードのポップ部門のオーディションに合格して、2017年1月25日、「空からの手紙」でポップ歌手デビューする。2018年7月25日には、ニューCDシングル、杉本眞人 作曲「娑羅双樹～夏椿～」をリリース。クラシック歌手として経歴を積んで来たミチルが、ポップ歌手としてもメジャーデビューできたのである。 
2017年12月から、日本タレント名鑑 (VIPタイムズ社) に掲載されている。博士号取得した現在は、音楽評論家活動やプロ発声法開発・指導をすると共に、声楽家ドラマティック・ソプラノとしてのクラシック・ステージはもとより、ペギー葉山を偲ぶチャリティーコンサートやテレビ出演を中心に(下記「出演」参照) 大叔母ペギー葉山の遺作も歌い継ぐ５オクターブクラシカル・クロスオーバーとしても、幅広く歌手活動をしている。

## 人物
- 聖心女子大学では英語、英米文学、ドイツ語を学び、大学在学中、卒業後に渡米・渡欧。英・独・仏・伊・スペイン語・ラテン語を修得し、「ドイツ音楽評論 (英語論文・ドイツ語論文)」 にて博士号Ph.D学位取得。
- 書道師範の免許を持ち、2006年、社会通信教育の書道部門にて文部科学大臣賞受賞。
- 声楽家として研究開発したプロ発声法「葉月ミチルメソッド」の指導を行っている[11]。

## ディスコグラフィ

### シングル
| 発売日        | 規格番号   | タイトル         | 備考                                                      |
| ------------- | ---------- | ---------------- | --------------------------------------------------------- |
| 2017年1月25日 | VPCA-82825 | 空からの手紙     | 日本テレビバップレコードVAPより発売のデビューCDシングル。 |
| 2018年7月25日 | VPCA-82841 | 娑羅双樹～夏椿～ | 日本テレビバップレコードVAPより発売の第2弾CDシングル。    |

### 映像ソフト
| タイトル                                                           | 備考                 |
| ------------------------------------------------------------------ | -------------------- |
| 葉月ミチル「空からの手紙」「娑羅双樹～夏椿～」プロモーションビデオ | サンテレビジョン制作 |

## 出演

### レギュラー番組 (テレビ)

#### 音楽番組
- 「うたの旅人」（サンテレビジョン）2017年1月22日 / 2017年2月12日 / 2017年3月5日 / 2017年3月19日
- 「歌謡サンday」レギュラー出演（サンテレビジョン）2019年4月7日 - 2019年9月22日
- 「葉月ミチル SOUNDTV」日テレ系オンエア。「葉月ミチル YouTube」でも公開（2019年10月から開始）

### ラジオ
- 「ばんばひろふみ！のラジオ・DE・しょー！」(ラジオ関西)  2017年1月27日

### 舞台・ステージ
「16才より声楽を学び、大学卒業後、オペラ関西歌劇団 ( 朝比奈隆顧問・野口幸助主宰 ) のオーディションに合格以来、毎年アルカイックホールでのオペラ定期公演、神戸こくさいホール、宝塚ベガホール、伊丹ホール、西宮アミティーホール、豊中アクアホール、吹田メイシアター、大阪いずみホール等、数々のオペラ (「魔笛」では夜の女王役 ) やコンサート舞台に出演する。樋本栄、野口幸助に師事、ドイツ歌曲の研鑽を積む。」
声楽家としてのクラシックコンサート開催に加えて、2017年1月(日本テレビバップレコードからポップ歌手としてもデビュー)以降、大叔母ペギー葉山を継ぐ５オクターブクラシカル・クロスオーバーとしての大ホール出演履歴から抜粋。
(抜粋)
- 2017年
  - 8月24日 大阪・太閤園 - ディナーコンサート
- 2018年
  - 4月29日 大阪・いずみホール - 「葉月ミチル(Michiru)ドイツリートの夕べ」クラシック・コンサート開催
  - 6月10日 東京・日比谷野外音楽堂 - チャリティーコンサート
  - 9月10日 大阪・ハルカス - チャリティーコンサート
- 2019年
  - 4月14日、6月23日、6月30日、8月13日 奈良・ペガサスホール - ポップ・フェスティバル
  - 4月20日 東京・ヤマハホール - 葉月ミチル クラシック・コンサート
  - 4月07日 東京・イイノホール - 大叔母ペギー葉山を偲ぶチャリティーコンサート
  - 9月06日 京都文化博物館別館大ホール - クラシック・ドイツリートコンサート
- 2022年
  - 12月24日 東京・イイノホール - 葉月ミチル クラシック・クリスマスコンサート
- 2023年
  - 4月12日 東京・帝国ホテル - 大叔母ペギー葉山を偲ぶディナーコンサート
  - 4月23日 東京・帝国ホテル - 葉月ミチル 聖心女子大学博士号取得 記念祝賀公演
  - 12月24日 東京・帝国ホテル - 葉月ミチル クラシック・クリスマスコンサート

•  2024年
　　•  12月24日 東京・朝日ホール - 葉月ミチル クラシック・クリスマスコンサート